# Netzpartizipationsmodell
Das Netzpartizipationsmodell ist ein Abrechnungssystem zur Vergütung von Transportleistungen von Verteilnetzbetreibern für Erdgas. 
Es basiert auf den Vorschriften der Gasnetzentgeltverordnung (GasNEV – Verordnung über die Entgelte für den Zugang zu Gasversorgungsnetzen). Im Gegensatz zum Entry-Exit-Modell handelt es sich um ein transaktionsunabhängiges Punktmodell für örtliche Verteilnetze gemäß § 18 GasNEV.
Zur Belieferung von Endkunden mit Erdgas, das am virtuellen Handelspunkt (VHP) bereitgestellt wurde, benötigt ein Lieferant im Rahmen des Netzpartizipationsmodelles lediglich einen Vertrag mit dem Ausspeisenetzbetreiber. Für die Einspeisung von Gas in das örtliche Verteilernetz sind keine Netzentgelte zu entrichten. Die von den Netznutzern zu entrichtenden Netzentgelte sind damit ihrer Höhe nach unabhängig von der Druckstufe und von der räumlichen Entfernung zwischen dem Ort der Einspeisung des Gases und dem Ort der Entnahme. Sie beinhalten bereits die Kosten für alle vorgelagerten Netze.
Grundlage für die Abwicklung des Erdgas-Transportes ist die Kooperationsvereinbarung zwischen den Betreibern von in
Deutschland gelegenen Gasversorgungsnetzen (KOV V).